# Прапор Токмацького району
Пра́пор Токма́цького райо́ну — офіційний символ Токмацького району Запорізької області, затверджений 6 листопада 2002 року рішенням сесії Токмацької районної ради.

## Опис
Прапор являє собою прямокутне полотнище, що має співвідношення сторін 2:3 та складається з трьох рівновеликих горизонтальних смуг зеленого, білого і червоного кольорів. У центрі білої смуги розміщено герб району, що має вигляд щита, облямованого вінком із золотих колосків, перевитих червоною стрічкою.
На щиті, розтятому і перетятому червоним і золотим, зображено срібний стовп. В першій частині знаходиться два срібних меча, покладені косим хрестом та срібний напис «1103 р.». В другій частині розташовано золотий сніп, а в третій — два срібних ціпа, покладені косим хрестом. В четвертій частині лазурова змія обвиває срібний жезл і п'є з золотої чаші.